# Hannelore Trabert
Hannelore Trabert, geborene Swienty (* 16. Juni 1938 in Berlin), ist eine ehemalige deutsche Leichtathletin.
Trabert startete bei den Europameisterschaften 1966 in Budapest für die Bundesrepublik und gewann die Silbermedaille mit der deutschen 4-mal-100-Meter-Staffel (44,5 s: Renate Meyer, Hannelore Trabert, Karin Frisch, Jutta Stöck). Bei diesen Europameisterschaften belegte sie im 100-Meter-Lauf Platz acht (12,0 s) und im 200-Meter-Lauf Platz sieben (24,2 s).
Hannelore Trabert gehörte dem Sportverein OSC Berlin an. In ihrer Wettkampfzeit war sie 1,69 m groß und 54 kg schwer.